# Dino Beganovic
Dino Beganovic (en bosnio: Beganović [ˈdino bɛˈɡanovitɕ], Ekholmen, Linköping, Suecia; 19 de enero de 2004), es un piloto de automovilismo sueco-bosnio. Es miembro de la Academia de pilotos de Ferrari desde 2020, resultando tercero en el Campeonato de Italia de Fórmula 4 en 2020 y campeón de la Fórmula Regional Europea en 2022. En 2023 y 2024, pilotó para Prema Racing en el Campeonato de Fórmula 3 de la FIA, logrando dos victorias y ocho podios. Debutó en el Campeonato de Fórmula 2 de la FIA con el equipo DAMS, obteniendo un podio en la ronda de Yas Marina de 2024. En 2025 compite en la categoría con Hitech GP.
Hizo su debut en Fórmula 1 con la escudería Ferrari en los entrenamientos libres del Gran Premio de Baréin de 2025.

## Carrera

### Inicios
Tras lograr varios títulos en el karting, Beganovic comenzó su carrera en monoplazas en el año 2020, corriendo en la Fórmula 4 Italiana y ADAC con Prema Powerteam, resultando tercero en el primer campeonato. A principios de año, había sido reclutado por Ferrari para su programa de jóvenes pilotos.

### F3 Asiática y Fórmula Regional Asiática
Entre el 29 de enero y el 9 de febrero de 2021, disputó media temporada del Campeonato Asiático de F3 con la escudería Abu Dhabi Racing by Prema, logrando cuatro podios y el séptimo lugar en el campeonato.
Al año siguiente, volvió a correr en la F3 Asiática, renombrada como Campeonato de Fórmula Regional Asiática. Logró un triunfo en cinco podios y el quinto puesto en el campeonato.

### Campeonato de Fórmula Regional Europea

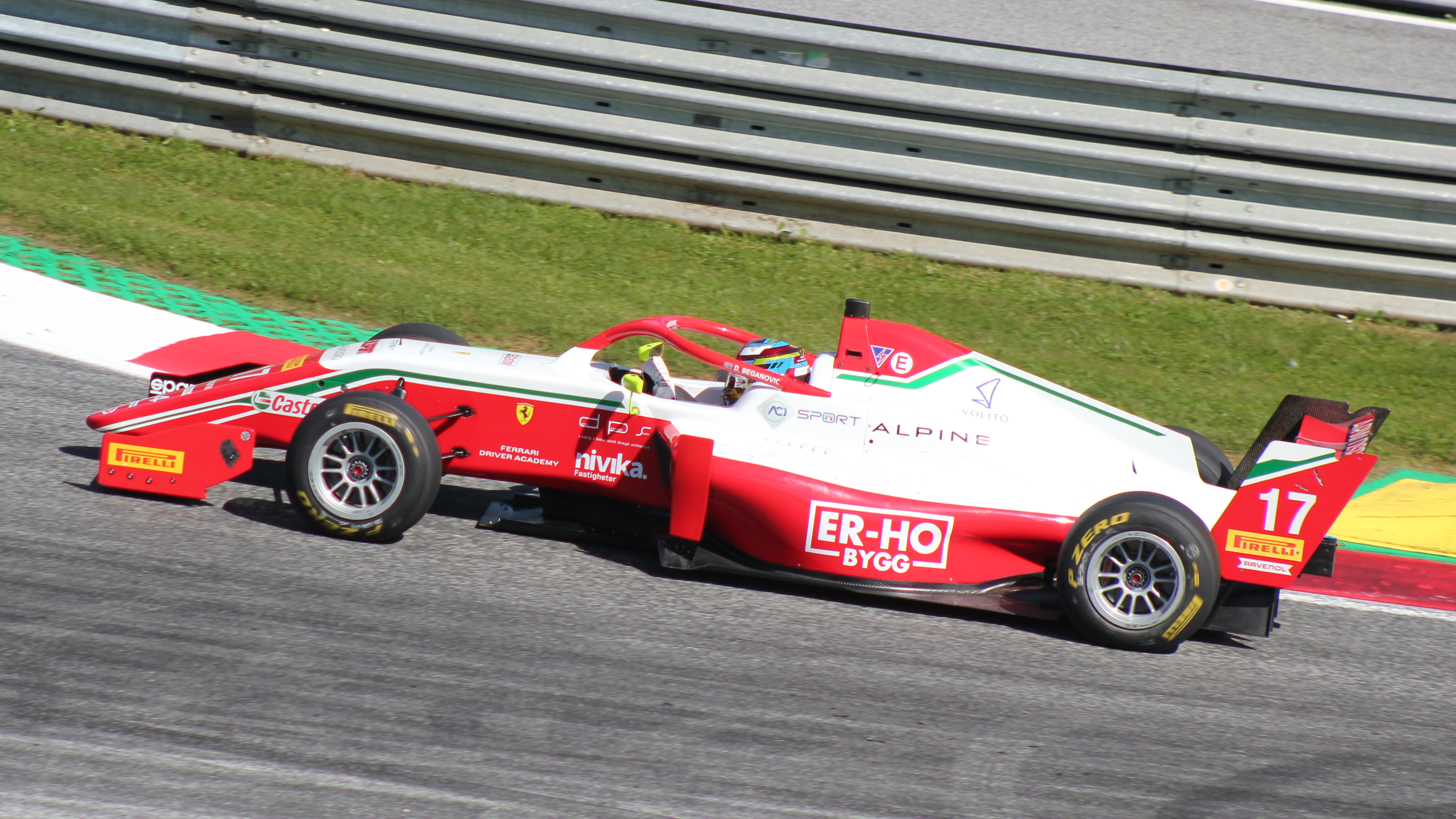
Beganovic en el Red Bull Ring, 2021.

En 2021, siguió con Prema para debutar en el Campeonato de Fórmula Regional Europea. Logró un podio en toda la temporada y una pole position. Renovó con la escudería italiana para la temporada siguiente. En su segundo año en el campeonato europeo, obtuvo cuatro victorias en trece podios para poder consagrarse campeón con un total de 282 puntos.

### Campeonato de Fórmula 3 de la FIA

#### 2023
En septiembre de 2022, Beganovic participó en los entrenamientos de postemporada del Campeonato de Fórmula 3 de la FIA junto a Prema Racing, acompañado de Zak O'Sullivan y Paul Aron. Al mes siguiente, Prema confirmó su titularidad para la temporada 2023. En la ronda de Sakhir, primera de la temporada, quedó en cuarto lugar, por detrás de Caio Collet. Al día siguiente consiguió subir al podio con un tercer puesto. En la carrera principal de Montecarlo, terminó segundo por detrás de Gabriele Minì. En la ronda posterior, terminó tercero en la carrera principal. Volvió a compartir el podio con Franco Colapinto.

#### 2024
Para la temporada 2024, permanece en Prema Racing, pero esta vez junto a Minì y el debutante Arvid Lindblad.

## Resumen de carrera
| Temporada | Categoría                                       | Equipo                        | Carreras          | Victorias         | Poles             | VR                | Podios            | Puntos            | Pos.              |
| --------- | ----------------------------------------------- | ----------------------------- | ----------------- | ----------------- | ----------------- | ----------------- | ----------------- | ----------------- | ----------------- |
| 2020      | Campeonato de Italia de Fórmula 4               | Prema Powerteam               | 20                | 1                 | 2                 | 4                 | 6                 | 179               | 3.º               |
| 2020      | ADAC Fórmula 4                                  | Prema Powerteam               | 6                 | 0                 | 0                 | 0                 | 0                 | 12                | 16.º              |
| 2021      | Campeonato Asiático de F3                       | Abu Dhabi Racing by Prema     | 9                 | 0                 | 0                 | 0                 | 4                 | 88                | 7.º               |
| 2021      | Campeonato de Fórmula Regional Europea          | Prema Powerteam               | 20                | 0                 | 1                 | 2                 | 1                 | 53                | 13.º              |
| 2022      | Campeonato de Fórmula Regional Asiática         | Mumbai Falcons India Racing   | 15                | 1                 | 0                 | 2                 | 5                 | 130               | 5.º               |
| 2022      | Campeonato de Fórmula Regional Europea          | Prema Racing                  | 20                | 4                 | 4                 | 2                 | 13                | 282               | 1.º               |
| 2023      | Campeonato de Fórmula Regional de Medio Oriente | Mumbai Falcons Racing Limited | 6                 | 1                 | 0                 | 1                 | 1                 | 62                | 11.º              |
| 2023      | Campeonato de Fórmula 3 de la FIA               | Prema Racing                  | 18                | 0                 | 0                 | 1                 | 4                 | 96                | 6.º               |
| 2023      | Gran Premio de Macao                            | SJM Theodore Prema Racing     | 1                 | 0                 | 0                 | 0                 | 0                 | N/A               | DNF               |
| 2024      | Campeonato de Fórmula 3 de la FIA               | Prema Racing                  | 20                | 2                 | 1                 | 2                 | 4                 | 109               | 6.º               |
| 2024      | Gran Premio de Macao                            | SJM Theodore Prema Racing     | 1                 | 0                 | 0                 | 0                 | 0                 | N/A               | 8.º               |
| 2024      | Campeonato de Fórmula 2 de la FIA               | DAMS Lucas Oil                | 4                 | 0                 | 0                 | 0                 | 1                 | 22                | 20.º              |
| 2025      | Campeonato de Fórmula 2 de la FIA               | Hitech TGR                    | Disputándose      | Disputándose      | Disputándose      | Disputándose      | Disputándose      | Disputándose      | Disputándose      |
| 2025      | Fórmula 1                                       | Scuderia Ferrari HP           | Piloto de pruebas | Piloto de pruebas | Piloto de pruebas | Piloto de pruebas | Piloto de pruebas | Piloto de pruebas | Piloto de pruebas |
| Fuente:   |                                                 |                               |                   |                   |                   |                   |                   |                   |                   |

## Resultados

### Campeonato de Fórmula Regional Europea
(Clave) (negrita indica pole position) (cursiva indica vuelta rápida)

| Año  | Equipo          | 1   | 1   | 2   | 2   | 3   | 3   | 4   | 4   | 5   | 5   | 6   | 6   | 7   | 7   | 8   | 8   | 9   | 9   | 10  | 10  | Pos. | Puntos |
| ---- | --------------- | --- | --- | --- | --- | --- | --- | --- | --- | --- | --- | --- | --- | --- | --- | --- | --- | --- | --- | --- | --- | ---- | ------ |
| 2021 | Prema Powerteam | IMO | IMO | BAR | BAR | MON | MON | LEC | LEC | ZAN | ZAN | SPA | SPA | SPI | SPI | VAL | VAL | MUG | MUG | MNZ | MNZ | 13.º | 53     |
| 2021 | Prema Powerteam | 8   | 19  | 15  | 10  | 17  | Ret | 10  | 11  | 8   | 17  | 4   | 14  | 14  | 11  | 10  | Ret | Ret | 2   | 5   | 31† | 13.º | 53     |
| 2022 | Prema Racing    | MNZ | MNZ | IMO | IMO | MON | MON | LEC | LEC | ZAN | ZAN | BUD | BUD | SPA | SPA | SPI | SPI | BAR | BAR | MUG | MUG | 1.º  | 282    |
| 2022 | Prema Racing    | 1   | 2   | 1   | 2   | 2   | 1   | 2   | DSQ | 4   | 3   | 7   | 16  | 1   | 3   | 4   | 2   | 11  | 10  | 4   | 3   | 1.º  | 282    |

### Campeonato de Fórmula Regional de Medio Oriente
(Clave) (negrita indica pole position) (cursiva indica vuelta rápida puntuable)

| Año  | Equipo                        | 1    | 1    | 1    | 2    | 2    | 2    | 3    | 3    | 3    | 4    | 4    | 4    | 5   | 5   | 5   | Pos. | Puntos |
| ---- | ----------------------------- | ---- | ---- | ---- | ---- | ---- | ---- | ---- | ---- | ---- | ---- | ---- | ---- | --- | --- | --- | ---- | ------ |
| 2023 | Mumbai Falcons Racing Limited | DUB1 | DUB1 | DUB1 | KUW1 | KUW1 | KUW1 | KUW2 | KUW2 | KUW2 | DUB2 | DUB2 | DUB2 | YMC | YMC | YMC | 11.º | 62     |
| 2023 | Mumbai Falcons Racing Limited | 1    | Ret  | 9    | 1    | 20   | 5    |      |      |      |      |      |      |     |     |     | 11.º | 62     |

### Campeonato de Fórmula 3 de la FIA
(Clave) (negrita indica pole position) (cursiva indica vuelta rápida puntuable)

| Año  | Escudería    | 1   | 1   | 2   | 2   | 3   | 3   | 4   | 4   | 5   | 5   | 6   | 6   | 7   | 7   | 8   | 8   | 9   | 9   | 10  | 10  | Pos. | Puntos | Ref.   |
| ---- | ------------ | --- | --- | --- | --- | --- | --- | --- | --- | --- | --- | --- | --- | --- | --- | --- | --- | --- | --- | --- | --- | ---- | ------ | ------ |
| 2023 | Prema Racing | SAK | SAK | MEL | MEL | MON | MON | BAR | BAR | SPI | SPI | SIL | SIL | BUD | BUD | SPA | SPA | MNZ | MNZ |     |     | 6.º  | 96     | [ 17 ] |
| 2023 | Prema Racing | 4   | 3   | 5   | 13  | 12  | 2   | Ret | 3   | 8   | 5   | 13  | 14  | 10  | 2   | 22  | 16  | 13  | 9   |     |     | 6.º  | 96     | [ 17 ] |
| 2024 | Prema Racing | SAK | SAK | MEL | MEL | IMO | IMO | MON | MON | BAR | BAR | SPI | SPI | SIL | SIL | BUD | BUD | SPA | SPA | MNZ | MNZ | 6.º  | 109    | [ 18 ] |
| 2024 | Prema Racing | 29  | 13  | 13  | 1   | 4   | 5   | 7   | 6   | 8   | 8   | 15  | 3   | 11  | 19  | 3   | 9   | 1   | 11  | 4   | 9   | 6.º  | 109    | [ 18 ] |

### Campeonato de Fórmula 2 de la FIA
(Clave) (negrita indica pole position) (cursiva indica vuelta rápida puntuable)

| Año   | Escudería      | 1   | 1   | 2   | 2   | 3   | 3   | 4   | 4   | 5   | 5   | 6   | 6   | 7   | 7   | 8   | 8   | 9   | 9   | 10  | 10  | 11  | 11  | 12  | 12  | 13  | 13  | 14  | 14  | Pos. | Puntos | Ref.   |
| ----- | -------------- | --- | --- | --- | --- | --- | --- | --- | --- | --- | --- | --- | --- | --- | --- | --- | --- | --- | --- | --- | --- | --- | --- | --- | --- | --- | --- | --- | --- | ---- | ------ | ------ |
| 2024  | DAMS Lucas Oil | SAK | SAK | YED | YED | MEL | MEL | IMO | IMO | MON | MON | BAR | BAR | SPI | SPI | SIL | SIL | BUD | BUD | SPA | SPA | MNZ | MNZ | BAK | BAK | LUS | LUS | YMC | YMC | 20.º | 22     | [ 19 ] |
| 2024  | DAMS Lucas Oil |     |     |     |     |     |     |     |     |     |     |     |     |     |     |     |     |     |     |     |     |     |     |     |     | 10  | 5   | 3   | 7   | 20.º | 22     | [ 19 ] |
| 2025* | Hitech TGR     | MEL | MEL | SAK | SAK | YED | YED | IMO | IMO | MON | MON | BAR | BAR | SPI | SPI | SIL | SIL | SPA | SPA | BUD | BUD | MNZ | MNZ | BAK | BAK | LUS | LUS | YMC | YMC | 10.º | 43     | [ 20 ] |
| 2025* | Hitech TGR     | 14  | C   | 3   | 7   | 15  | 13  | 12  | 3   | 15  | Ret | 15  | 15  | Ret | 9   | 18  | 4   |     |     |     |     |     |     |     |     |     |     |     |     | 10.º | 43     | [ 20 ] |

- * Temporada en progreso.

### Fórmula 1
(Clave) (negrita indica pole position) (cursiva indica vuelta rápida)

| Año     | Escudería           | 1   | 2   | 3   | 4      | 5   | 6   | 7   | 8   | 9   | 10  | 11     | 12  | 13  | 14  | 15  | 16  | 17  | 18  | 19  | 20  | 21  | 22  | 23  | 24  | Pos. | Puntos |
| ------- | ------------------- | --- | --- | --- | ------ | --- | --- | --- | --- | --- | --- | ------ | --- | --- | --- | --- | --- | --- | --- | --- | --- | --- | --- | --- | --- | ---- | ------ |
| 2025    | Scuderia Ferrari HP | AUS | CHN | JPN | BHR TD | ARA | MIA | EMI | MON | ESP | CAN | AUT TD | GBR | BEL | HUN | NED | ITA | AZE | SIN | USA | MEX | SÃO | LVG | QAT | ABU |      |        |
| Fuente: |                     |     |     |     |        |     |     |     |     |     |     |        |     |     |     |     |     |     |     |     |     |     |     |     |     |      |        |

## Vida personal
Beganovic nació en Ekholmen, Suecia. Sus padres Fikret y Mirnesa emigraron a Suecia desde Bosnia y Herzegovina antes de que él naciera. Su familia proviene de Zenica. Tiene un hermano menor llamado Emir.